# Land og Folk
Land og Folk var en avis, som blev udgivet af Danmarks Kommunistiske Parti (DKP) i årene 1941-1990, oprindeligt som illegalt blad under besættelsen og efter befrielsen i 1945 som dagblad.

## Historie
DKP havde i 1934 omdannet partiavisen Arbejderbladet til et dagblad, men da Kommunistloven i juni 1941 gjorde al kommunistisk propagandavirksomhed ulovlig, måtte avisen lukke. Fra oktober måned samme år begyndte partiet at udgive et illegalt blad ved navn Land og Folk, som i begyndelsen udkom en gang om måneden, men senere på krigen langt oftere. I besættelsens sidste år nåede avisen et oplag på 120.000. Umiddelbart efter befrielsen 5. maj 1945, blev avisen gjort til et dagblad. I første omgang skiftede avisen navn til Folkets Dagblad, men det blev hurtigt ændret tilbage til Land og Folk: Organ for Danmarks Kommunistiske Parti.
Den første redaktør for dagbladet Land og Folk var modstandsmanden og journalisten Børge Houmann, som også havde siddet i ledelsen af Arbejderbladet. Han og avisen fik en flyvende start med et oplag, som den 27. juni rundede 43.000, den 13. juli 51.000 og toppede på 60.000 den 5. september. Herefter gik det dog stærkt nedad igen: I 1946 faldt oplaget til under 40.000, i 1947 var det 33.000, og i 1948 var det ca. 27.000. I 1960 var man nede på 7.000 i oplag. Dermed afspejler avisens oplagsmæssige udvikling i høj grad kommunistpartiets nedadgående popularitet i det danske samfund under den kolde krig.
I 1970 var oplaget faldet til 5.500, men DKP's opblomstring i 1970'erne, hvor partiet vendte tilbage til Folketinget ved jordskredsvalget i 1973, smittede af på avisen, som igen oplevede fremgang. 
Fra august 1976 begyndte DKP at afvikle en årlig Land og Folk Festival i Fælledparken i København (til 1989) for at promovere avisen og partiets synspunkter. Festivalen var i en årrække en af de mest markante kulturbegivenheder i hovedstaden med en række store musiknavne på plakaten. Bl.a. har TV-2, Björn Afzelius, Røde Mor og Kræn Bysted (med bl.a. Lars Lilholt) optrådt på festivalen.
Journalisten Bent Christiansen dækkede sagen om Stasi-agenten Jörg Meyer, da den kom frem i 1979. Gennem forsvarsadvokat Christian Vilhelm Hagens fik han adgang til de lukkede dele af sagen. Desillusioneret over at skulle forsvare hvad han anså for "et dumt svin og en kold skid" skrev Bent Christiansen i 1980 en kritisk bog sammen med sin kollega Harly Foged under pseudonymet H.B. Foged-Christiansen. Det medførte at Christiansen blev fyret fra Land og folk.
Venstrefløjens afmatning i midten af 1980'erne gik også ud over Land og Folk. I forlængelse af forandringerne i Sovjetunionen under Gorbatjov var DKP også i opbrud, og det førte bl.a. til en beslutning om at gøre Land og Folk til en avis for hele venstrefløjen, men projektet mislykkedes, og 28. december 1990 udkom sidste nummer af avisen.
Den redaktionelle linje i avisen var gennem årene stærkt præget af, at den var politisk ledet, hvilket bl.a. betød, at der frem til slutningen af 1980'erne stort set aldrig stod noget kritisk om Sovjetunionen og de øvrige Østblok-lande. 
Det ændrede sig drastisk med beslutningen om at ændre grundlaget for avisen fra en decideret partiavis til en bredt orienteret venstrefløjsavis. Den ændrede linje lagde op til en redaktionel frihed, som udfordrede partiets ledelse, og det førte uundgåeligt til spændinger. Jobbet med at være buffer mellem de to parter – og på et større plan mellem de dengang to stridende linjer i DKP – blev tildelt Frank Aaen (senere MF for Enhedslisten), som bestred jobbet som politisk redaktør i årene 1986-1989.
Da DKP gik i delvis opløsning, glemte partiledelsen med Ole Sohn i spidsen at sikre sig rettighederne til navnet Land og Folk, eller på anden måde beskytte det. Rettighederne blev i Patent- og Varemærkestyrelsen i 2001 erhvervet af forretningsmanden Jørgen Lund Christiansen, JLC Kommunikation ApS, som i nogle år på vegne af Landbrugets Samfundskontakt udgav avisen Land og Folk – fra os på landet til hele folket. I dag er udgiverrettigheden udlånt til Vestermølle Møllelaug, som er en del af Kultur-, Aktivitets- og Formidlingscenter Vestermølle ved Skanderborg Sø.

## Den sidste partiavis
Land og Folk var ikke den sidste avis med rødder i arbejderbevægelsen, som måtte dreje nøglen om. I 2001 besluttede LO at lukke for pengestrømmen til Aktuelt, der oprindeligt var en socialdemokratisk partiavis. Den 1. maj 2019 udkom det sidste danske dagblad, som ideologisk placerer sig på venstrefløjen, Dagbladet Arbejderen, som blev udgivet af Kommunistisk Parti. I stedet udkommer det digitalt som dagblad og som Magasin 4 til 6 gange årligt, der er stadigvæk et talerør for fagbevægelsen og Andre folkelige bevægelser.

## Redaktører og prominente medarbejdere
- Børge Houmann, Land og Folks første chefredaktør, 1945-1955.
- David Hejgaard, redaktør 1947-1969
- Martin Nielsen, chefredaktør, 1952-1960 (1952-1955 som medredaktør, 1955-1960 som eneredaktør).
- Alvilda Larsen, journalist, 1957-1966.
- Villy Karlsson, chefredaktør, 1960-1970.
- Gunnar Kanstrup, ansvarshavende redaktør, 1978-1986.
- Dines Boertmann, journalist, 1980-1985.
- Thorkild Holst, redaktionssekretær, tegner, medlem af redaktionsledelsen samt i en årrække chefredaktør, 1945-1990 (Dvs. hele avisens levetid!)
- Hans Kirk, kulturredaktør, 1945-1962.
- Frank Aaen, politisk redaktør, 1986-1989.
- Jacob Mollerup, journalist,
- Gotfred Appel, udenrigsredaktør ?-1963.
- Hans Scherfig, kulturmedarbejder, 1945-1979.
- Otto Gelsted, kulturjournalist, 1945-1968.
- Herluf Bidstrup, tegner, 1945-?
- Jan Stage, korrespondent, ?-?
- Eric Danielsen, journalist – bl.a. Warszawa-korrespondent, 1945-1965.
- Kurt Jacobsen, korrespondent i Moskva, 1989-1990.
- Frede Jakobsen, chefredaktør (- 1990)
- Christian Ricardt Nielsen, faglig og social redaktør, 1945-53
- Arne Hardis